# Оливер, Элисон
Элисон Оливер (англ. Alison Oliver, род. 3 июня 1997, Корк, Ирландия) — ирландская актриса. Она известна своей дебютной ролью Фрэнсис в мини-сериале BBC Three и Hulu «Разговоры с друзьями» (2022).

## Биография
Элисон родилась 3 июня 1997 года в Корк, а в юности переехала в Блэкрок. Её мать - социальный работник, а отец работал в автомобильной торговле. Она посещала частную школу Школа Мэри в Корке, а также брала уроки драмы, пения и танцев в Академии исполнителей и Школе танца Корка. Она подала заявление в драматическую школу Тринити-колледж Академия Лир, но сначала её пригласили пройти годичный базовый курс актёрского мастерства и театра. После окончания курса она снова прошла прослушивание и в 2020 году получила степень бакалавра актёрского мастерства.
Оливер получила свою дебютную телевизионную роль в роли Фрэнсис Флинн в «Разговоры с друзьями», мини-сериале-адаптации одноимённого дебютного романа Салли Руни 2017 года, разработанного Element Pictures для BBC Three и Hulu.
В 2023 году она появилась в драматическом мини-сериале BBC One «Лучшие интересы».
Оливер дебютирует в полнометражном кино в «Солтберн», сценаристом и режиссёром которого является Эмеральд Феннелл.

## Фильмография
| Год  |   | Русское название     | Оригинальное название      | Роль           |
| ---- | - | -------------------- | -------------------------- | -------------- |
| 2022 | с | Разговоры с друзьями | Conversations with Friends | Фрэнсис Флинн  |
| 2023 | с | Лучшие интересы      | Best Interests             | Кэти           |
| 2023 | ф | Солтберн             | Saltburn                   | Венеция Каттон |